# Joseph-Maria Charlemagne-Baudet
Joseph-Maria Charlemagne-Baudet ou Iossif Iossifovitch Charlemagne (en russe : Иосиф Иосифович (Жозеф-Мария) Шарлемань) (né le 1er avril 1824 (calendrier julien) / le 13 avril 1824 (calendrier grégorien) à Saint-Pétersbourg – décédé le 26 avril 1870 (calendrier julien) / le 8 mai 1870 (calendrier grégorien) à Saint-Pétersbourg), est un architecte, aquarelliste et dessinateur russe.
Il est le fils de l’architecte Joseph-Jean Charlemagne. Il étudie à la Sankt Petri Schule, puis à l’Académie russe des beaux-arts dans la classe d’architecture de Alexandre Brioullov. De 1848 à 1851, il entra au service de la cour comme adjoint de l'architecte Nikolaï Efimov (ru) pour la construction du Nouvel Ermitage. Puis, il assiste Auguste Ricard de Montferrand et participe avec Nicolas Benois aux travaux d'un pré-projet de construction d'un monument en l'honneur de Nicolas Ier.